# جيمس لويس فارلي
جيمس لويس فارلي (بالإنجليزية: James Lewis Farley)‏ هو دبلوماسي أيرلندي، ولد في 9 سبتمبر 1823، وتوفي في 12 نوفمبر 1885.